# Шиме-дайко
Шиме-дайко е музикален перкусионен инструмент от групата на мембранофоните.
Има японски произход. По-голямата разновидност се нарича цукашиме-дайко. Както при тайко и тук се използват палки наречени „бачи“.